# جيف كونز
جيف كونز	 (بالإنجليزية: Jeff Koons) المولود في 21 من كانون الثاني سنة 1955م، هو فنان أميركي معروف بإعادة إنتاجه لأشياء تافهة مثل حيوانات البالونات التي صنعها من الفولاذ غير القابل للصدأ أو الستانلس ستيل وغطاها بورق عاكس كالمرآة. يعيش اليوم ويعمل في مدينة نيويورك وهو من يورك في بنسلفانيا.
حازت أعمال كونز على مبالغ طائلة بما في ذلك حيازته على أعلى سعر يحصل عليه فنان على قيد الحياة في مزاد علني، وقد حصلت عليه (زهرة البالون / قرمزي) بتقدير 25,765,204 دولار في دار كريستيز في لندن في 30 حزيران سنة 2008م خلال أمسية الفن المعاصر وفن ما بعد الحرب.
للنقاد وجهات نظر متضاربة تجاه كونز فبعضهم يصف أعماله بالرائدة والمهمة تاريخياً والبعض الآخر ينبذ أعماله كفن مبتذل: قاس ومروج للذات بطرق ساخرة. وكان أن صرح كونز مرة أنه ليس هنالك معان مخبئة خلف أعماله ولا حتى نقد موجه.

## أعماله
برز اسم جيف كونز في منتصف الثمانينات كواحد من جيل من الفنانين الذين كشفوا عن معنى جديد للفن في عصر غارق بالوسائط. قام بتأسيس مشغل له في سوهو في الثمانينات، شارع هدسون في نيويورك. كان فيه ما يقارب 30 مساعد على غرار مشغل آندي وارهول مستعينا لتصنيع أعماله الضخمة بورشات الفن. واليوم يمتلك جيف كونز مشغلاً مساحته 1500 متراً مربعاً في تشيلسي يعمل فيه 90 مساعداً. وفيه طور جيف نظام التلوين على الأرقام حتى يقوم كل واحد من مساعجيه بإنجار العمل كما لو كان عمل شخص واحد.
سلسلة ما قبل الجديد، الجديد وسلسلة التوازن
بدأ كونز بإنتاج أعماله في مجموعات. كانت أعماله الأولى على شكل منحوتات مفاهيمية، مثل مجموعة ما قبل الجديد نسخة محفوظة 30 أبريل 2011 على موقع واي باك مشين. وهي سلسلة من الأدوات المنزلية ثبتها على مصابيح كهربائية، نشأت عنها تصاميم جديدة غريبة. أو مجموعة الجديد بما فيها من مكانس كهربائية اختارها الفنان حسب علاماتها التجارية ورفعها على صناديق مضاءة من البلاستيك الحراري. عرض جيف هذه الأعمال أولاً في المتحف الجديد في نيويورك سنة 1980. اختار منها عدداً معيناً من المكانس ورتبها وفقاً لشكلها من مكانس طويلة ومكانس أرضية من نوع شيلتون (جاف/رطب). وفي المتحف رتب المكانس بشكل دائري وضع في منتصفها صندوقاً مضيئاَ فيه كلمة (الجديد)ى كما لو كان يعلن عن مفهوم جديد أو عن علامة تجارية جديدة. مثال آخر عن أعماله الأولى كانت مجموعة التوازن سنة 1985 المؤلفة من ثلاث كرات سلة تطوف في ماء مقطر، وهو مشروع قام الفنان ببحث مطول عنه بمساعدة الفيزيائي الحائز على جائزة نوبل ريتشارد فينمان ملأت هذه الصناديق بماء مقطر مع مفاعل كلوريد الصوديوم لمساعدة الكرات الفارغة على البقاء ساكنة في مركز السائل. وفي نسخة ثانية للعمل، الصندوق 50/50, حيث ملأت الصناديق حتى نصفها بالماء وكانت النتيجة أن طفت الكرات نصفها في السائل والنصف الآخر خارجه.
سلسلة التماثيل
بدأ جيف كونز بصنع منحوتات مستخدماً الألعاب القابلة للفخ في سبعينات القرن الماضي. وقد كانت إحدى أشهر أعماله الفنية لعبة على شكل أرنب نفخها وغطاها بالفولاذ (الستانلس ستيل) سنة 1986 وهي الآن معروضة في متحف الفن المعاصر في شيكاغو.
تم استخدام هذا الأرنب أكثر من مرة منذ ذلك الحين بأحجام مختلفة وصلت حتى ارتفاع 50 قدم منها تقديمه في استعراض ماكي لعيد الشكر 2007.
سلسلة ترف ومذلة
قدمها لأول مرة في المعارض المسماة باسمه بالتعاون مع مونيومنت غاليري في نيويورك ودانييل وينبرغ غاليري في لوس أنجلس سنة 1986, وهي مجموعة من الأعمال يدور موضوعها حول الكحول. من ضمن المجموعة هنالك صندوق الكوكتيل للسفر وزجاجات كريستالية وأشياء أخرى صنعها يدوياً. كما قام بنشر صور إعلانات لمشروبات كحولية مثل (غوردون جين) وهينيسي ومارتيل وفرانجيلكو.
سلسلة صنع في الجنة
سنة 1989 طلب متحف ويتني من كونز صنع عمل يحكي فيه عن وسائل الإعلام في لوحة إعلانات من أجل العرض «عالم الصورة: ثقافة الفن والإعلام». وقد استعان كونز بزوجته ايونا ستولر لإنتاج هذا العمل حيث ضمت المجموعة صوراً فوتوغرافية ولوحات ومنحوتات تصور كونز وستولر في وضعيات جنسية جريئة تبعها جدل لا يستهان به. عرضت هذه الأعمال في بينالي البندقية سنة 1990. وكان أن دمر كونز معظم هذه الأعمال بعد أن أخذت ستولر ابنهما معها إلى إيطاليا. وفي إحياء الذكرى العشرين لهذه المجموعة قام لوكسمبورغ وديان بإعادة إنتاج نسخة استعادية للمجموعة.
سلسلة سخافة
استعان كونز في إنتاج هذه المجموعة بورشات عمل في ألمانيا وإيطاليا ممن لديها تاريخ طويل في العمل بالسيراميك والبورسلان والخشب. في هذه المجموعة أنتج كونز منحوتاته الشهيرة مايكل جاكسون وببلز 1988, وهي سلسلة من ثلاث منحوتات بحجم واقعي من البورسلان المغطى بورق الذهب للفنان مع قرده ببلز. وبعد ثلاث سنوات بيعت إحدى هذه المنحوتات في دار سوذبيز مقابل5,6 مليون دولار. ويقتني متحف سان فرانسيسكو للفن الحديث إحداها اليوم و متحف لوس أنجلس للفنون الثانية.

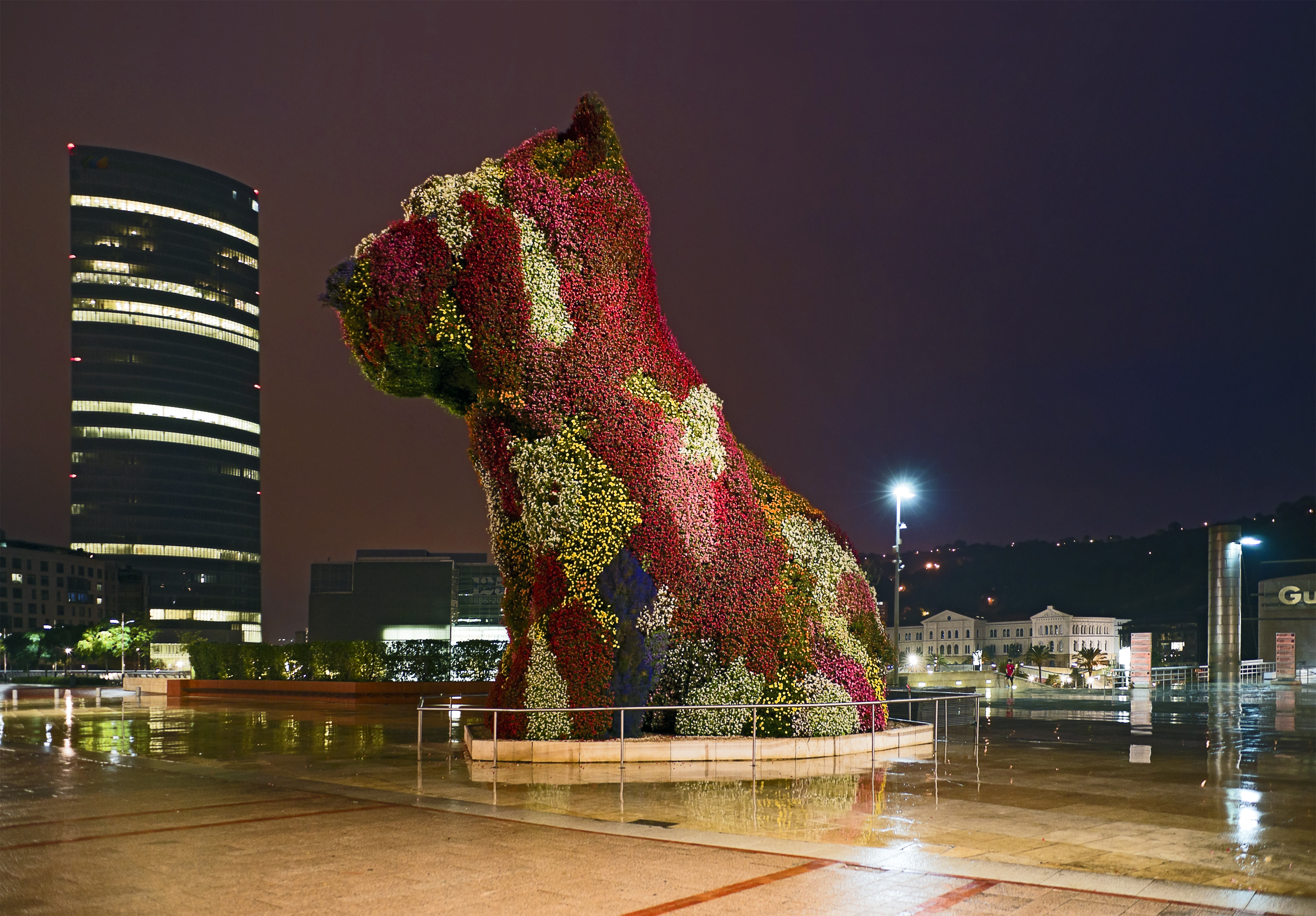
جرو
لم يكن جيف من الفنانين المختارين للعرض في معرض دوكومنتا التاسع في 1992, غير أن ثلاثة من التجار اختاروه ليقوم بصنع قطعة توضع في متحف قلعة أولسون في ألمانيا. وهنا قام جيف بصنع «الجرو» وهي منحوتة نباتية بطول 13 متراً لجرو تيري من 20000 زهرة من أنواع مختلفة على هيكل من الستانلس ستيل. وفي 1995, قام بفكه وإعادة نصبه في متحف الفن المعاصر  في ميناء سيدني حيث أضاف عدد الأزهار ليصبح 60000.
عام 1997 اشترت مؤسسة غونغهايم هذه المنحوتة لتوضع في غوغنهايم في بلباو. وقبل حفل الإهداء في المتحف، كان ثلاثة من مجموعة إيتا الإرهابية قد تخفوا كمزارعين بهدف زرع متفجرات بجانب المنحوتة قبل أن يكتشفهم ضابط الشرطة الباسكي خوسيه ماريا أغوير والذي أطلقت المجموعة عليه النار لاحقاً. واليوم تحمل الساحة التي وضعت فيها المنحوتة اسم أغوير. وفي سنة 2000 سافرت المنحوتة إلى نيويورك سيتي لتعرض مؤقتاً في مركز روفيلير.
سلسلة احتفال
احتفال هي مجموعة كبيرة من المنحوتات واللوحات الزيتية فيها كلاب البالونات وقلوب عيد الحب والماسات وبيض عيد الفصح أنتجها جيف سنة 1994. بعض القطع لاتزال في ورشات العمل. بدأ جيف هذه المجموعة سنة 1994 عندما صنع كلاب البالونات من بالونات مفتولة على شكل كلب وغطاها بالأزرق والقرمزي والأصفر والبرتقالي والأحمر. ثم أتبعها بصنع بيض فصح ضخم مع شرائطها. فازت منها البيضة المكسورة (أزرق) بجائزة تشارلز وولاستون سنة 2008 في معرض الأكادمية الملكية الصيفي.
أيضاً

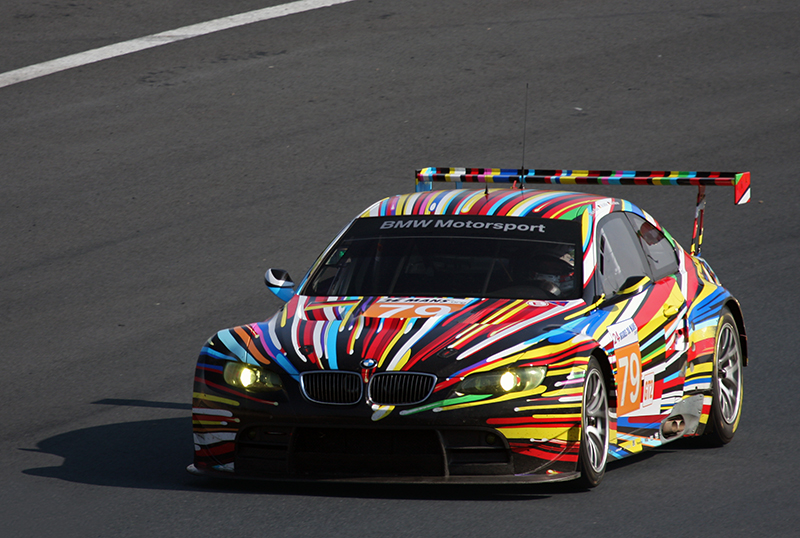
سيارة بي إم دبليو من تصميم جيف كونز

في العام 1999 سوق جيف لنفسه في أغنية للفنان موموس ضمن ألبوم ستارز فورإيفر.
وفي 2008 قام بالتبرع بجولة خاصة في مشغله لمؤسسة الأمراض الورائية وعرضت في مزاد شاريتي بَز CharityBuzz
كما وضعت صورة للوحة مشابهة لعمله بالونات التوليب على صفحة محرك البحث غوغل يوم 30 من نيسان 2008.
اختير جيف كونز لتصميم السيارة السابعة عشر في مجموعة بي إم دبليو (سيارات فنية). وقد طبق عمله على سيارة السباق E92 BMW M3 وعرضت على الملأ في مركز بومبيدو في باريس في الثاني من حزيران سنة 2010.
حاز جيف على جائزة بي زد الثقافية من مدينة برلين سنة 2000 وعلى ميدالية سكوهيجان للنحت سنة 2001. كما قلد وسام جوقة الشرف الفرنسية كفارس في 2002 ثم رشح لمنصف ضابط في 2007. وفي 2008 حاز على جائزة ولاستون من الأكاديمية الملكية للفنون في لندن.

## في سوق الفن
بيعت أعمال جيف كونز معظمها في مزادات وبشكل خاص. وقد سجلت منحوتاته أرقاماً خصوصاً منحوتات مجموعة احتفال أكثر مما حققته لوحاته التي تعتبر أقل شهرة. فقد بيعت مايكل جاكسون وببلز المنحوتة البورسلانية مقابل 5,6 مليون دولار. وبيعت القلب المعلق في تشرين الثاني من 2007 في سوذبيز نيويورك مقابل 23,6 مليون دولار حيث أصبحت حينها القطعة الأغلى سعراً لفنان حي. وكانت صالة غاغوسيان التي اشترتها قد اشترت قطعة أخرى لجيف قبل يوم وهي الماسة الزرقاء مقابل 11,8 مليون دولار من دار كريستيز في لندن. عرف لاحقاُ أن الصالة اشترت القطع بالنيابة عن رجل الأعمال الأوكراني فيكتور بينشوك. كما بيعت زهرة البالون بطول ثلاثة أمتار وثلث بيعت في كريستيز مقابل 25,7 مليون دولار. وأخيراُ فإن كونز على رأس قائمة الفنانين ذو المبيعات في 2008 حيث بيعت أعماله بما يقارب 117.2 مليون دولار.

## تقييمه
تلقى جيف كونز ردوداً كثيرة على أعماله. فقد وصفت الناقدة إيمي ديمبسي عمله (كلب البالون) ب«كيان رائع... نصب ضخم ثابت» ووصف جيري سالتز في أرت.نت براعته الفنية بمبهر للأبصار.
أما مارك ستيفنز في ذه نيو ريببلك فكان رأيه: "فنان منحط لم يساعده نقص مخيلته إلا في تسخيف وطلينة –أي جعله إطالياً- مواضيعه والبيئة التي يعمل فيها... إنه أحد أولئك الذين يخدمون الغنى المبتذل." ورأى ناقد آخر، مايكل كميلمان، في نيويورك تايمز أن جيف " توق مثير للشفقة في تسويق النفس وتجميلها في إثارة تصور أسوأ مافي الثمانينات." كما وصم أعمال جيف بالمصطنعة والرخيصة والساخرة بدون خجل."
كتب روبرت هيوز عن جيف كونز بأنه صورة مضخمة ومغرورة للنفاق المتعلق بالربح الكثير. فهو يعتقد أنه مايكل أنجلو وليس خجولاً من قول ذلك. والأمر الأهم هو اعتقاد جامعي التحف وخاصة في أميركا بذلك أيضاً." وفي مقال له في نيويورك تايمز صنف هيوز جيف كونز مرتبة قبل الفنان سيوارد جونسون وقارن بينهما قائلاً: "لكأن تناقش فضائل براز كلب مقابل براز قطة."
ورداً على سؤال وجه لجيف حول أهمية كون العمل مشهوراً أجاب:«هناك فرق بين كونه مشهوراً وكونه ذو مغزى. أهتم بمغزى عملي – بأي أمر يغني حياتنا ويجعلها أرحب – غير أني غير مهتم بالشهرة من أجل الشهرة.»
أثر الفنان بفنانين شباب مثل داميان هيرست ومنى حاطوم. وبدوره تأثر بفنانين تدين أعماله لهم مثل كلايس أولدنبرغ وجيم نت وإد باسشك.
موقعه على الشبكة: http://www.jeffkoons.com/

## روابط خارجية
- جيف كونز على موقع IMDb (الإنجليزية)
- جيف كونز على موقع الموسوعة البريطانية (الإنجليزية)
- جيف كونز على موقع مونزينجر (الألمانية)
- جيف كونز على موقع إن إن دي بي (الإنجليزية)
- جيف كونز على موقع ديسكوغز (الإنجليزية)
- جيف كونز على موقع قاعدة بيانات الفيلم (الإنجليزية)